# Henri Ndong
Pour les articles homonymes, voir Ndong.
Henri Ndong est un footballeur international gabonais né le 23 août 1992 à Bitam. Il évolue au poste de Défenseur central ou d'arrière droit.

## Biographie
En 2011, Henri Ndong remporte la CAN des moins de 23 ans. Dans la foulée il fut convoqué dans la liste des 23 joueurs pour disputer la CAN 2012 organisée à domicile. Il participe ensuite aux Jeux Olympiques 2012 avec l'équipe nationale gabonaise. Il compte ainsi plusieurs sélections en équipe nationale du Gabon, notamment contre les équipes du Ghana et du Portugal.
Il signe son premier contrat professionnel en 2012 avec l'AJ Auxerre pour une durée de deux ans, en compagnie de son compatriote Rémy Ebanega, lui aussi défenseur central. Il dispute son premier match contre Laval ou il rentre à la 83e minute en remplaçant Dennis Oliech.  
Sur la saison suivante, Henri Ndong après une bonne préparation gagne définitivement sa place dans le groupe pro, il commence la saison avec Casoni comme n°3 en défense centrale derrière le duo Boly-Coulibaly assurant à chaque fois l'intérim avec beaucoup de sérieux, mais finalement, il termine la saison titulaire au poste d'arrière droit à la suite de l'arrivée de Jean-Luc Vannuchi. Auteur de très bonnes performances sous le maillot auxerrois, il fut élu 3e meilleur joueur du mois de mars et meilleur joueur du mois avril . Il participe ainsi très activement au maintien du club en Ligue 2.
En fin de contrat et alors qu'il est sollicité par plusieurs clubs de 1ères division notamment Genk il prolonge son contrat avec l'AJ Auxerre jusqu'en 2016.
La saison 2014-2015 est plus difficile pour lui, sa préparation d'avant saison étant tronquée par divers soucis de santé (paludisme). Il ne prend part à son premier match de championnat qu'à la cinquième journée (défaite 2-1 contre Valenciennes). Entre son paludisme, ses déplacements en sélection, le manque de confiance de Vannuchi et une entorse à la cheville contracté mi-novembre qui le privera d'un mois et demi de compétition, il ne participe qu'à 8 matchs avec son club durant la première partie de saison, en parallèle il participe à 4 des 6 matchs de qualification de la CAN 2015 avec le Gabon qui se qualifie en terminant premier de sa poule. En janvier, il dispute donc la CAN 2015 en Guinée équatoriale. 
Ndong possédait une société de taxi dans son pays qu'il avait monté grâce à ses différentes primes gagnées en sélection.

## Statistiques
| Saison                | Club                  | Championnat           | Championnat | Championnat | Coupe nationale | Coupe nationale | Coupe de la Ligue | Coupe de la Ligue | Compétition(s) continentale(s) | Compétition(s) continentale(s) | Compétition(s) continentale(s) | Gabon | Gabon | Total | Total |
| Saison                | Club                  | Division              | M.          | B.          | M.              | B.              | M.                | B.                | Comp.                          | M.                             | B.                             | M.    | B.    | M.    | B.    |
| 2009-2010             | AS Stade Mandji       | National              | -           | -           | -               | -               | -                 | -                 | -                              | -                              | -                              | -     | -     | 0     | 0     |
| 2010-2011             | US Bitam              | National              | -           | -           | -               | -               | -                 | -                 | -                              | -                              | -                              | -     | -     | 0     | 0     |
| 2011-2012             | US Bitam              | National              | -           | -           | -               | -               | -                 | -                 | -                              | -                              | -                              | 1     | 0     | 1     | 0     |
| 2012-2013             | AJ Auxerre            | Ligue 2               | 2           | 0           | -               | -               | -                 | -                 | -                              | -                              | -                              | 2     | 0     | 4     | 0     |
| 2013-2014             | AJ Auxerre            | Ligue 2               | 15          | 0           | 1               | 0               | 1                 | 0                 | -                              | -                              | -                              | 1     | 0     | 18    | 0     |
| 2014-2015             | AJ Auxerre            | Ligue 2               | 5           | 0           | -               | -               | 3                 | 0                 | -                              | -                              | -                              | 5     | 0     | 13    | 0     |
| 2015-2016             | AJ Auxerre            | Ligue 2               | 3           | 0           | -               | -               | 2                 | 0                 | -                              | -                              | -                              | 4     | 0     | 9     | 0     |
| 2017                  | FK Sūduva             | A Lyga                | 12          | 3           | -               | -               | -                 | -                 | -                              | -                              | -                              | 3     | 1     | 15    | 4     |
| 2018                  | FK Sūduva             | A Lyga                | -           | -           | -               | -               | -                 | -                 | C3                             | 1                              | 0                              | -     | -     | 1     | 0     |
| 2017                  | FC Samtredia          | Erovnuli Liga         | 4           | 1           | -               | -               | -                 | -                 | -                              | -                              | -                              | 3     | 0     | 7     | 1     |
| 2018                  | FC Samtredia          | Erovnuli Liga         | 4           | 0           | -               | -               | -                 | -                 | -                              | -                              | -                              | -     | -     | 4     | 0     |
| 2018                  | Shirak FC             | Premier Liga          | 4           | 1           | 1               | 1               | -                 | -                 | -                              | -                              | -                              | -     | -     | 5     | 2     |
| Total sur la carrière | Total sur la carrière | Total sur la carrière | 49          | 5           | 2               | 1               | 6                 | 0                 | -                              | 1                              | 0                              | 19    | 1     | 77    | 7     |

## Palmarès

### En club
Sūduva Marijampolė
- Championnat de Lituanie (1) :
  - Champion : 2017.

### En sélection
Gabon olympique
- CAN des moins de 23 ans (1) :
  - Vainqueur : 2011.